# Luvua
Luvua (også kaldet Luova) er en flod i provinsen Katanga i den Demokratiske Republik Congo. Den har udspring fra nordenden af Lake Mweru på grænsen mellem Zambia og Congo. Derfra løber den i nordvestlig retning til sammenløbet med floden Lualaba ved byen Ankoro. Floden er 350 km lang, med et afvandingsområde på 265.300 km² og en middelvandføring på 600 m³/s.
I sit nedre løb, nedstrøms fra byen Kiambi, er Luvua over en strækning på 160 km sejlbar for mindre både. Længere oppe ligger der imidlertid flere strøg, der gør bådtrafik umulig.